# Prusznik

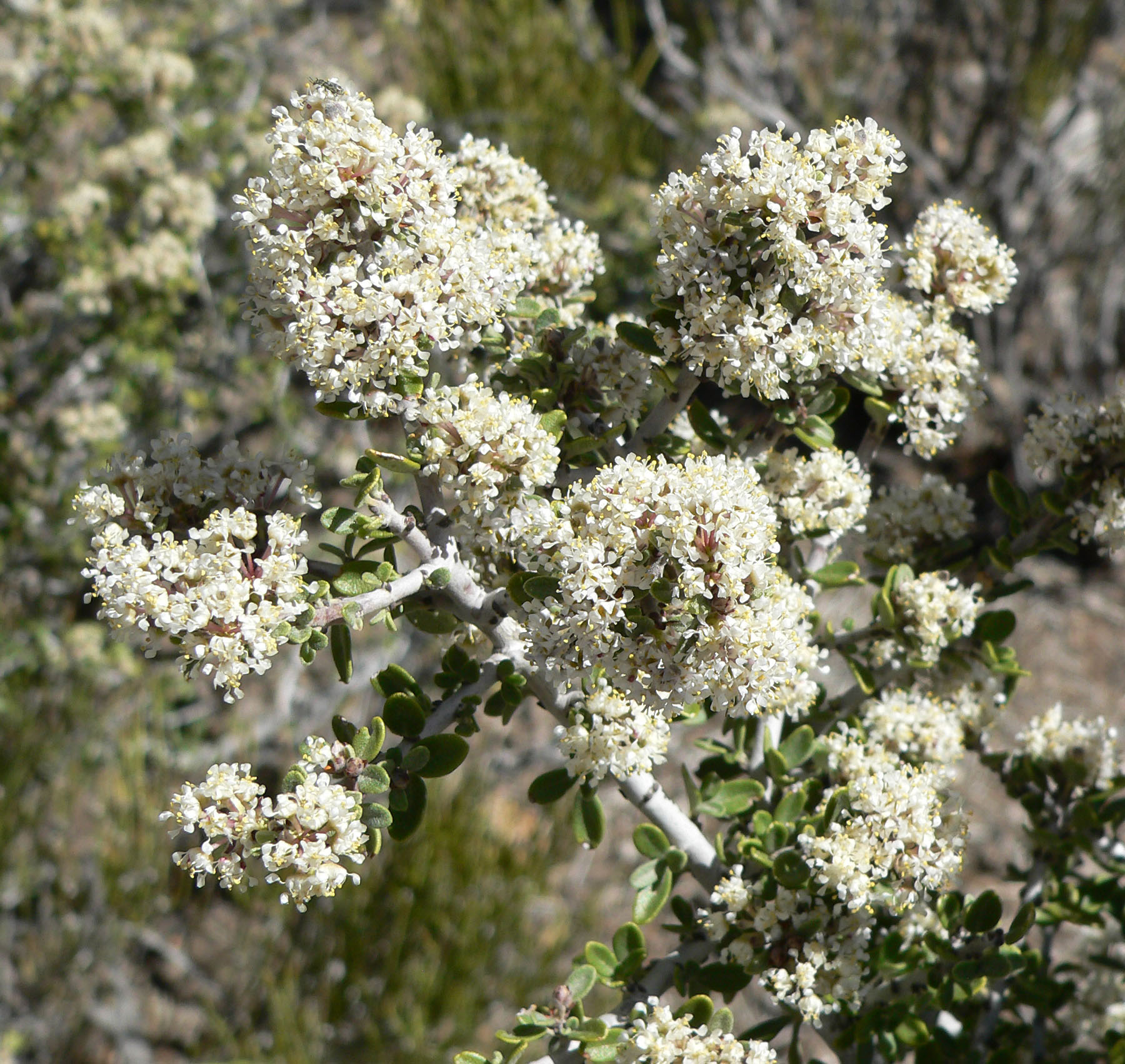
Ceanothus greggii

Prusznik (Ceanothus L.) – rodzaj roślin z rodziny szakłakowatych (Rhamnaceae). Obejmuje 58, 59 do 62 gatunków (różne liczby zaliczanych tu gatunków wynikają głównie z różnej liczby włączanych taksonów pochodzenia mieszańcowego powstających bardzo łatwo w obrębie tego rodzaju zarówno w naturze, jak i w uprawie). Zasięg rodzaju obejmuje niemal całą Amerykę Północną od Panamy do Kanady, brak tych roślin na Antylach, na Alasce, w północnych terytoriach i niektórych prowincjach Kanady (w tym m.in. na Nowej Fundlandii i Labradorze oraz w Nowej Szkocji). Centrum zróżnicowania stanowią Stany Zjednoczone, gdzie rośnie ich 51 gatunków, przy czym 42 to endemity kalifornijskiej prowincji florystycznej, a tylko trzy występują wyłącznie na wschód od Gór Skalistych. 
Wiele gatunków uprawianych jest jako mało wymagające w stosunku do gleby rośliny ozdobne. Cenione są z powodu swych efektownych, niebieskich kwiatostanów. Wyselekcjonowano ponad 200 odmian uprawnych w obrębie tego rodzaju, w tym uznawane za najpiękniejsze rośliny kwitnące na niebiesko w ogrodach. Popularne są w uprawie w Europie Zachodniej, zwłaszcza w Wielkiej Brytanii. W Polsce uprawiane są bardzo rzadko, głównie gatunki najbardziej mrozoodporne: prusznik amerykański, jajolistny i blady Ceanothus × pallidus. Liście prusznika amerykańskiego stosowane były przez Indian do sporządzania naparów, podobnie jako zamiennik herbaty stosowane były przez wojska walczące w czasie wojny o niepodległość Stanów Zjednoczonych. Wykorzystywano je także w ziołolecznictwie.
Naukowa nazwa rodzajowa pochodzi od greckiej nazwy keanothus, użytej przez Dioskurydesa dla niezidentyfikowanej, kolczastej rośliny.

## Morfologia

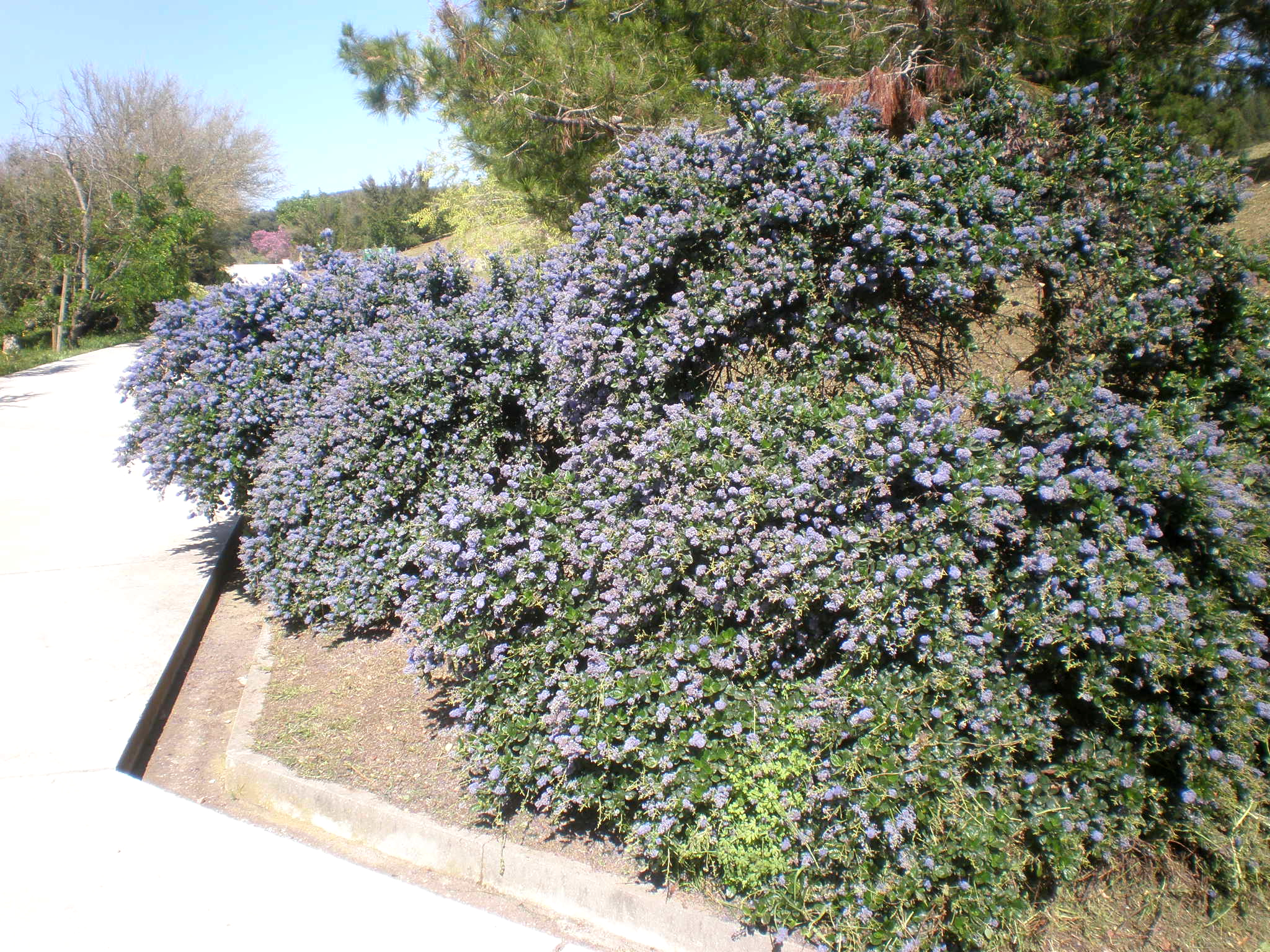
Ceanothus griseus

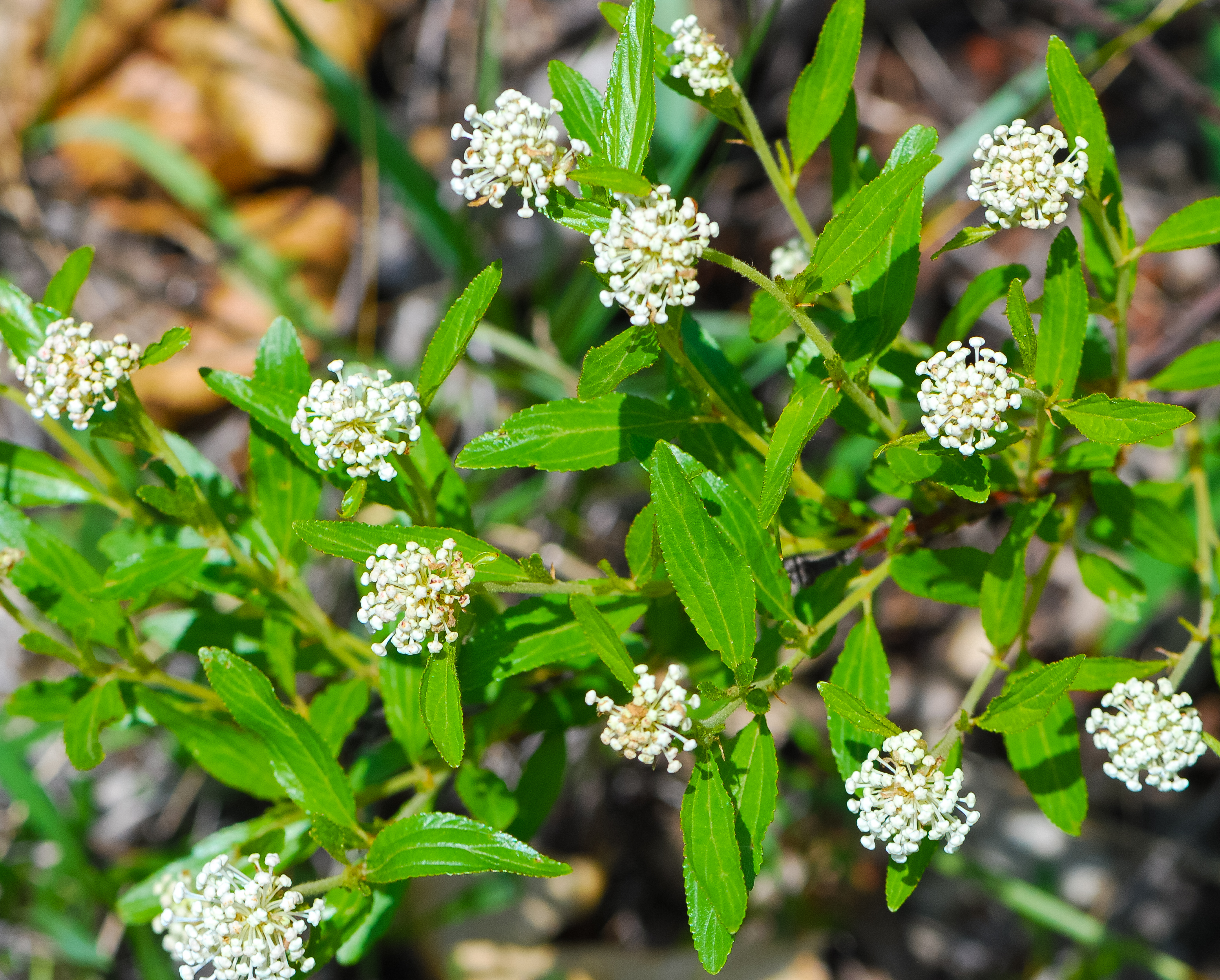
Ceanothus herbaceus

PokrójKrzewy osiągające różną wysokość, od płożących po prosto wzniesione, rzadko także niewielkie drzewa do 7 m wysokości. Często cierniste. Pąki okryte łuskami.
LiścieZimozielone lub opadające zimą, skrętoległe, rzadziej naprzeciwległe, czasem na krótkopędach skupione w pęczki. Przylistki obecne. Blaszka osiąga zwykle od 2 do 8 cm, rzadziej bywa dłuższa, jest płytko ząbkowana. Użyłkowanie pierzaste lub z nasady blaszki odchodzą trzy główne wiązki.
KwiatyObupłciowe, drobne, skupione po kilka w wierzchotkowate baldaszki tworzące złożone grona i baldachy. Hypancjum płytkie, miseczkowate do półkulistego o średnicy do 5 mm. Działek kielicha jest 5, są one barwne (białe, niebieskie, fioletowe do różowych), i zwykle zaostrzone, zagięte do wewnątrz lub rzadziej rozpostarte. Płatki korony w liczbie pięciu (u C. jepsonii zwykle 6) są kapturkowate, białe, różowe do niebieskich (ten ostatni to kolor wyjątkowy wśród szakłakowatych). Pręcików jest pięć lub 6, wyrastają naprzeciw płatków, a ich nitki są spłaszczone. Zalążnia wpół dolna, trój- lub czterokomorowa, otoczona pierścieniem dysku miodnikowego. Szyjki słupka trzy (u C. jepsonii cztery) zrośnięte u nasady.
OwoceDrobne torebki okryte skórzastą owocnią, otwierające się gwałtownie trzema klapami i zawierające 3–4 nasiona. Nasiona u niektórych gatunków z okazałym elajosomem.

## Biologia i ekologia
Rośliny drzewiaste o kwiatach miododajnych zapylanych przez pszczoły i muchówki. Kwitnienie następuje w ciągu lata, ale u niektórych gatunków trwa długo, nawet do października. Owoce gwałtownie otwierając klapy rozrzucają nasiona wykorzystując mechanizm balistyczny. Nasiona zaopatrzone w elajosom rozprzestrzeniane są także przez mrówki. Gatunki z podrodzaju Cerastes rozprzestrzeniają się tylko z nasion, ale te z podrodzaju Ceanothus często tworzą odrosty korzeniowe.
Pruszniki stanowią częsty i nierzadko dominujący składnik chaparralu oraz podszytu w lasach. Rosną na różnych siedliskach, w tym zasiedlają nagie gleby na stokach, a ułatwia im to obecność na korzeniach brodawek korzeniowych, w których żyją promieniowce z rodzaju Frankia, mające zdolność asymilowania wolnego (atmosferycznego) azotu. Niektóre gatunki przywiązane są do siedlisk powstających na serpentynitach lub gabro.

## Systematyka

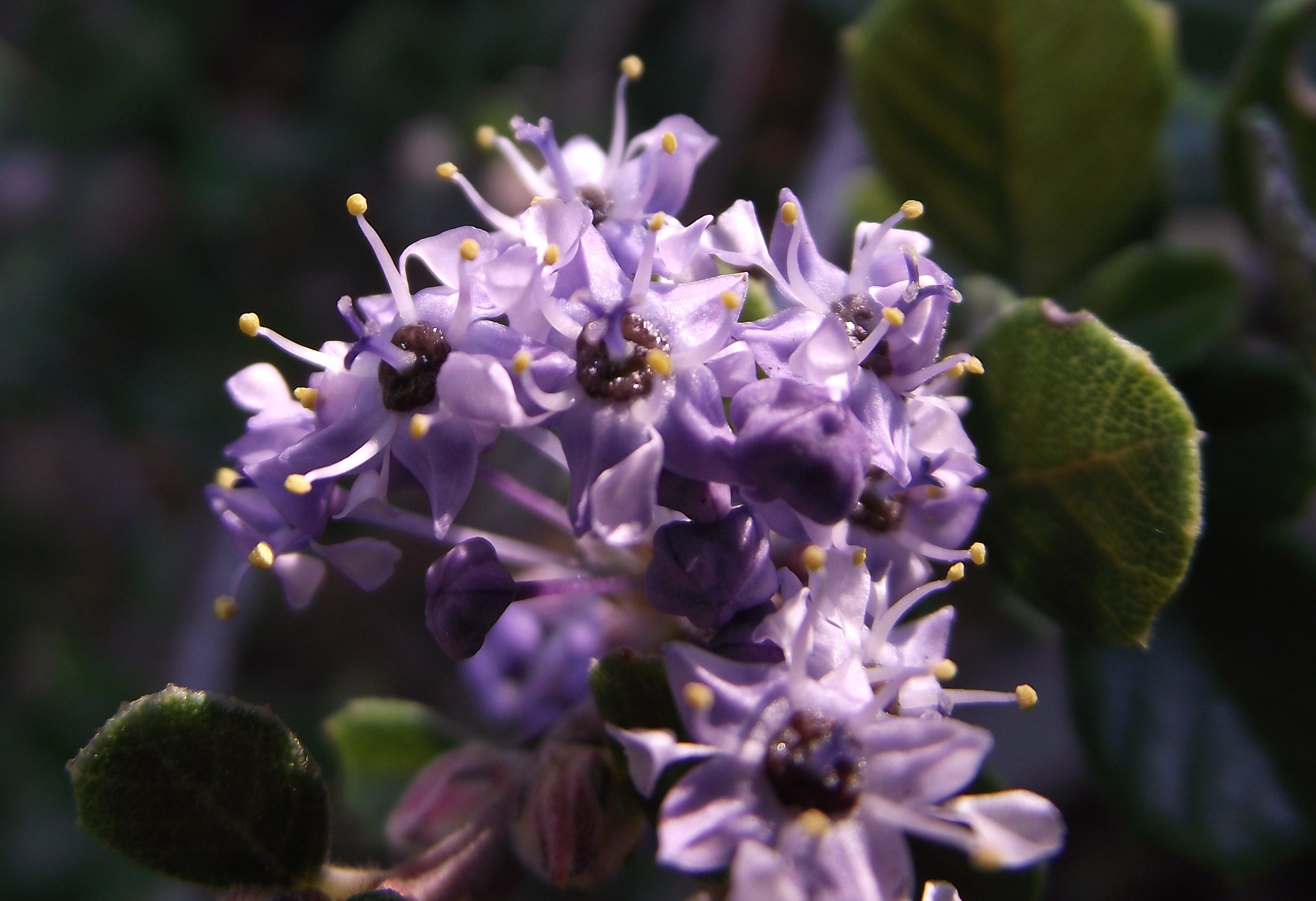
Ceanothus maritimus

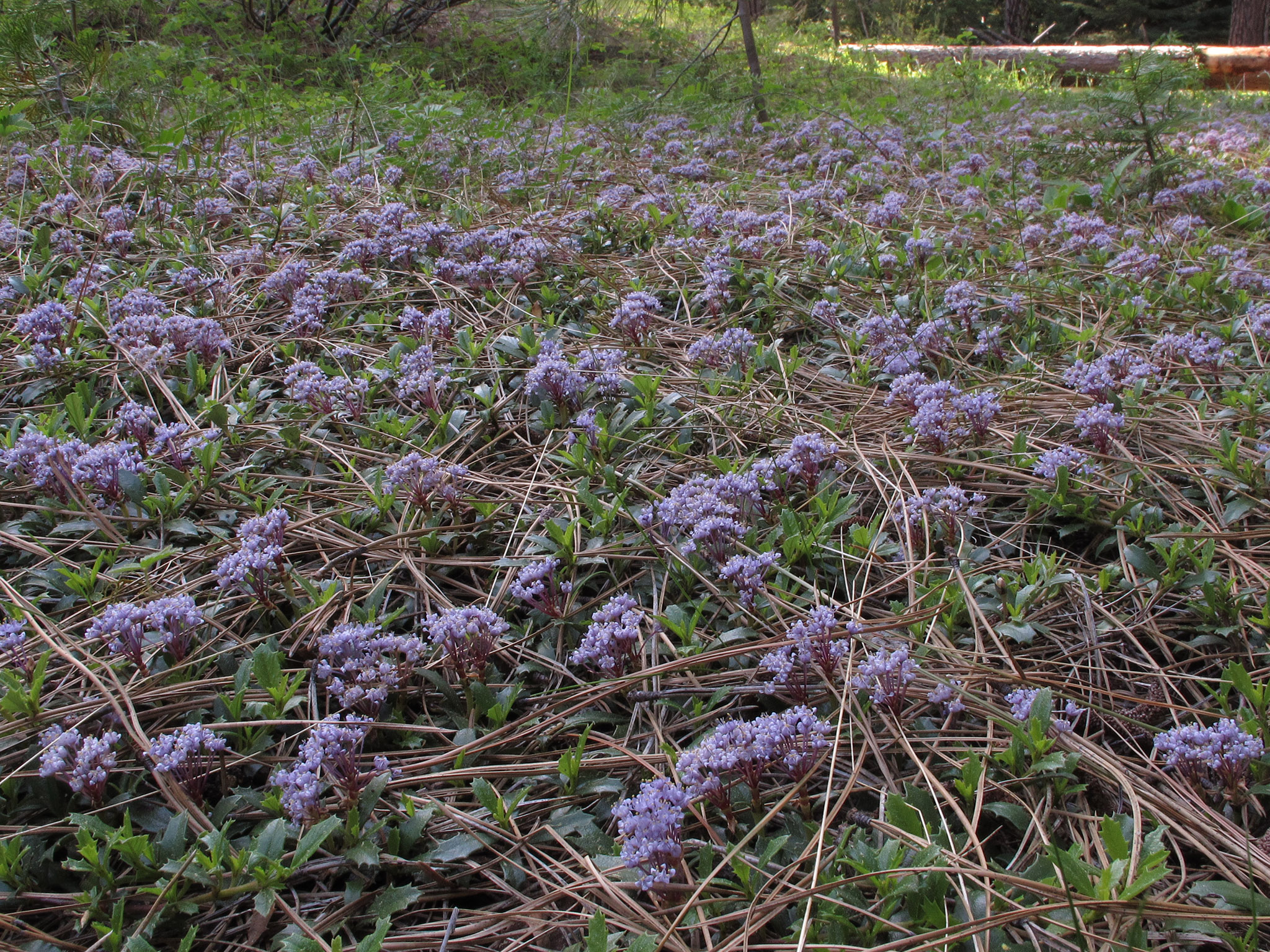
Ceanothus prostratus

Jeden z rodzajów z rodziny szakłakowatych (Rhamnaceae). Ma niejasną pozycję systematyczną w obrębie podrodziny Ziziphoideae Luersson. Największe różnicowanie w obrębie rodzaju nastąpiło w ciągu ostatnich 6 milionów lat, przy czym następowało, zanim Kalifornia znalazła się pod wpływem klimatu śródziemnomorskiego kształtującego siedliska współcześnie preferowane przez wiele gatunków z tego rodzaju.
W obrębie rodzaju wyróżnia się dwa podrodzaje:
- Ceanothus subg. Ceanothus – przylistki cienkie i opadające, liście skrętoległe o blaszkach zwykle cienkich, rzadziej skórzastych, kwiatostany zwykle groniaste, wiechowate, rzadko baldachokształtne.
- Ceanothus subg. Cerastes – przylistki grube i trwałe, liście zwykle naprzeciwległe (skrętoległe tylko u C. verrucosus i C. megacarpus), kwiatostany zwykle baldachokształtne.

Wykaz gatunków według Plants of the World
- Ceanothus americanus L. – prusznik amerykański[9]
- Ceanothus arboreus Greene
- Ceanothus arcuatus McMinn
- Ceanothus × bakeri Greene ex McMinn
- Ceanothus bolensis S.Boyd & J.E.Keeley
- Ceanothus buxifolius Willd. ex Schult. & Schult.f.
- Ceanothus caeruleus Lag. – prusznik błękitny[9]
- Ceanothus confusus J.T.Howell
- Ceanothus × connivens Greene
- Ceanothus cordulatus Kellogg
- Ceanothus crassifolius Torr.
- Ceanothus cuneatus (Hook.) Nutt.
- Ceanothus cyaneus Eastw.
- Ceanothus decornutus V.T.Parker
- Ceanothus × delileanus Spach – prusznik niebieski[11]
- Ceanothus dentatus Torr. & A.Gray – prusznik kwiecisty, p. ząbkowany[9]
- Ceanothus depressus Benth.
- Ceanothus divergens Parry
- Ceanothus diversifolius Kellogg
- Ceanothus fendleri A.Gray – prusznik Fendlera[9]
- Ceanothus ferrisiae McMinn
- Ceanothus × flexilis McMinn
- Ceanothus foliosus Parry
- Ceanothus fresnensis Dudley ex Abrams
- Ceanothus gloriosus J.T.Howell
- Ceanothus griseus (Trel.) McMinn
- Ceanothus hearstiorum Hoover & Roof
- Ceanothus herbaceus Raf. – prusznik jajolistny[9]
- Ceanothus × humboldtensis Roof
- Ceanothus impressus Trel.
- Ceanothus incanus Torr. & A.Gray
- Ceanothus integerrimus Hook. & Arn.
- Ceanothus jepsonii Greene
- Ceanothus lemmonii Parry
- Ceanothus leucodermis Greene
- Ceanothus × lobbianus Hook.
- Ceanothus × lorenzenii (Jeps.) McMinn
- Ceanothus maritimus Hoover
- Ceanothus martini M.E.Jones
- Ceanothus masonii McMinn
- Ceanothus megacarpus Nutt.
- Ceanothus × mendocinensis McMinn
- Ceanothus microphyllus Michx.
- Ceanothus ochraceus Suess.
- Ceanothus oliganthus Nutt.
- Ceanothus ophiochilus S.Boyd, T.Ross & Arnseth
- Ceanothus otayensis McMinn
- Ceanothus palmeri Trel.
- Ceanothus papillosus Torr. & A.Gray
- Ceanothus parryi Trel.
- Ceanothus parvifolius (S.Watson) Trel.
- Ceanothus pauciflorus DC.
- Ceanothus pendletonensis D.O.Burge, Rebman & M.R.Mulligan
- Ceanothus perplexans Trel.
- Ceanothus pinetorum Coult.
- Ceanothus prostratus Benth.
- Ceanothus pumilus Greene
- Ceanothus purpureus Jeps.
- Ceanothus × regius (Jeps.) McMinn
- Ceanothus roderickii W.Knight
- Ceanothus × rugosus Greene
- Ceanothus sanguineus Pursh
- Ceanothus serpyllifolius Nutt.
- Ceanothus × serrulatus McMinn
- Ceanothus sonomensis J.T.Howell
- Ceanothus spinosus Nutt.
- Ceanothus thyrsiflorus Eschw. – prusznik laskokwiat, p. płożący[11]
- Ceanothus tomentosus Parry
- Ceanothus × vanrensselaeri  Roof
- Ceanothus × veitchianus Hook.
- Ceanothus velutinus Douglas ex Hook.
- Ceanothus verrucosus Nutt.